# Waste Management
Waste Management est la plus grande entreprise américaine de collecte, de traitement et de recyclage des déchets en Amérique du Nord. Fondée en 1968 la société a son siège social à Houston au Texas.
Le réseau de la société comprend 346 stations de transfert, 293 sites d'enfouissement actifs, 146 usines de recyclage, 111 projets de gaz d'enfouissement à usage bénéfique et six usines de production d'électricité indépendantes. 
Waste Management offre ses services à près de 21 millions de clients résidentiels, industriels, municipaux et commerciaux aux États-Unis, au Canada et Puerto Rico. Avec 26 000 véhicules de collecte et de transfert, l'entreprise possède la plus grande flotte de camions de l'industrie des déchets. 
Avec son concurrent Republic Services les deux groupes gèrent plus de la moitié de la collecte des ordures aux États-Unis. 

## Histoire
En avril 2019, Waste Management annonce l'acquisition d'Advanced Disposal, la 4ème plus grande entreprise de gestion des déchets des États-Unis, pour 3 milliards de dollars.
En mai 2024, Waste Management annonce l'acquisition, pour 7,2 milliards de dollars, de Stericycle, entreprise américaine spécialisée dans la gestion des déchets médicaux.

## Activités
- Collecte de déchets.

- Prestations de remblayage, exploitation de 247 remblais de déchets solides et de 5 remblais de déchets dangereux.

- Triage, compactage et transfert des déchets (activité assurée au travers de 314 stations de transfert).

- Prestations de recyclage.

## Principaux actionnaires
Au 31 décembre 2019:
| The Vanguard Group                             | 8,33% |
| Southeastern Asset Management                  | 7,04% |
| Putnam                                         | 6,65% |
| Capital Research & Management                  | 6,03% |
| SSgA Funds Management                          | 4,78% |
| Bill & Melinda Gates Foundation Trust          | 4,39% |
| Cascade Investment                             | 3,41% |
| BlackRock Fund Advisors                        | 2,66% |
| Hotchkis & Wiley Capital Management            | 2,23% |
| Macquarie Investment Management Business Trust | 1,62% |